# Barcs Aranka
Barcs Aranka, születési nevén Barts Teréz Aranka (Pest, 1869. szeptember 26. – Budapest, Józsefváros, 1945. július 29.) színésznő.

## Életútja
Barcs Imre asztalos és Deponti Franciska lánya. Színészakadémiát végzett, mely után Leszkay András színigazgató szerződtette, majd Krecsányi Ignác társulatának tagja lett. Hosszú éveken keresztül mint operai alténekesnő, majd mint operett-szubrett és népszínmű-énekesnő is a legjobb nevű vidéki művésznők között foglalt helyet, olyannyira, hogy Vidor Pál, a Népszínház egykori igazgatója is sietett tagjai közé szerződtetni. A Népszínházban szintén előkelő nevet biztosított művészete. Itt három évig működött mint operett-komika. A tragikus körülmények között elhunyt igazgatója halála után nem akart megmaradni a Népszínház kötelékében, amiért a színi pályától is visszavonult. Első férje Szendrey Mihály színigazgató volt, második férje Füredi Károly színész, akivel 1902. február 11-én lépett házasságra.